# ソーラーシェアリング
ソーラーシェアリング（英語: Solar Sharing）は、新たな太陽光エネルギー発電施設を建設すると同時に、そのプロジェクトの実現に参加した人々からの資金を調達し、その後に経済的利益を共有する形態。

## 仕組
ソーラーシェアリングのモデルは、シェアリングの発想に基づいている。投資者が集まって、中規模または大規模の太陽光発電所を建設し、グループ内で建設費を分配する。発電所がエネルギーの生産を開始すると、そのエネルギーの販売による収益は、プロジェクトへの貢献に比例して、グループ内で再分配される。このモデルを適用すると、多くの小規模な施設の建設と比較して規模の大きい利益が発生するため、初期費用と維持費の両方が軽減することができる。このモデルは、太陽光エネルギー発電産業の前衛的な姿勢を表しているが、特に開発インセンティブの世界的な不足、企業の魅力の低下、世界経済の影響のために伝統的な企業への信用が低下し、それまでのプロジェクトによる資金調達の可能性が減少している時期に、大きな変革をもたらす可能性がある。